# Solway Firth (canción)
«Solway Firth» es una canción de la banda estadounidense de heavy metal Slipknot. Se lanzó como el segundo sencillo y canción que cierra su álbum de estudio We Are Not Your Kind el 22 de julio de 2019.
El video musical de la canción fue dirigido por el percusionista de la banda Shawn "Clown" Crahan y presenta imágenes de la serie de Prime Video The Boys. La pista alcanzó el puesto número ocho en la lista de canciones Hot Rock de Billboard de EE. UU. Y en el número 14 en la lista de singles de rock y metal del Reino Unido.

## Video musical
El video musical presenta imágenes de los shows europeos del verano de 2019 de Slipknot (incluido el Download Festival) intercaladas con clips de la serie Prime Video The Boys. Fue coproducida por Uproxx y Prime Video, con la dirección del percusionista y frecuente director de la banda, Shawn "Clown" Crahan. Ryan Reed de Rolling Stone destacó que el "espantoso" video "alterna imágenes de actuaciones en vivo que golpean la cabeza con clips violentos de" la serie, destacando "escenas sangrientas [que incluyen] un hombre que sostiene dos brazos cortados y un personaje golpeando la cabeza de alguien en un baño lavabo." Dichas imágenes corresponden a la serie The Boys del medio de streaming Amazon Prime.